# Lindenhof (Ludwigschorgast)
Lindenhof ist ein Gemeindeteil des Marktes Ludwigschorgast im Landkreis Kulmbach (Oberfranken, Bayern). Lindenhof liegt in der Gemarkung Ludwigschorgast.

## Geografie
Die Einöde liegt im Schorgasttal. Die angrenzende Flur wird im Norden von der Bundesstraße 303 und im Süden von der Bahnstrecke Bamberg–Hof begrenzt. Unmittelbar westlich der Einöde steht eine Photovoltaikanlage. Ein Anliegerweg führt 200 Meter östlich zur B 303.

## Geschichte
Lindenhof wurde in der zweiten Hälfte des 20. Jahrhunderts auf dem Gemeindegebiet von Ludwigschorgast gegründet.

### Einwohnerentwicklung
| Jahr        | 001961 | 001970 | 001987 |
| Einwohner   | 3      | 5      | 3      |
| Wohngebäude | 1      |        | 1      |
| Quelle      | [ 6 ]  | [ 7 ]  | [ 1 ]  |

## Religion
Lindenhof ist katholisch geprägt und nach St. Bartholomäus (Ludwigschorgast) gepfarrt.